# Довгополівка (Роменський район)
Довгопо́лівка — село в Україні, Сумській області, Роменському районі. Населення становить 293 особи. Входить до складу Роменської міської громади. До 2020 орган місцевого самоврядування — Довгополівська сільська рада.

## Географія
Селом протікає річка Рашівка, права притока Сули. На відстані 1,5 км розташовані села Ненадіївка та Левченки, за 6 км — місто Ромни. Поруч пролягає автомобільний шлях Н07.

## Історія
- Село Долгополівка відоме з XVIII ст.
- Село постраждало внаслідок геноциду українського народу, проведеного урядом СРСР 1932—1933 та 1946—1947 роках[1].
- 13 квітня 2014-го в селі Довгополівка під час передислокації військової частини водій автомобіля, у якому знаходився Максим Аранчій, не впорався з керуванням. Автомобіль перекинувся та впав з мосту у воду. Загинуло двоє вояків — Максим Аранчій та Олексій Вдовенко — не змогли вибратися із затопленої кабіни автомобіля.
- 12 червня 2020 року, відповідно до розпорядження Кабінету Міністрів України № 723-р «Про визначення адміністративних центрів та затвердження територій територіальних громад Сумської області», село увійшло до складу Роменської міської громади[2].
- 19 липня 2020 року, в результаті адміністративно-територіальної реформи та ліквідації Роменського району(1930—2020), увійшло до складу новоутвореного Роменського району[3].

## Політика

### Парламентські вибори, 2019
На позачергових парламентських виборах 2019 року у селі функціонувала окрема виборча дільниця № 590502, розташована у приміщенні клубу.
Результати
- зареєстровано 203 виборці, явка 61,08 %, найбільше голосів віддано за «Слугу народу» — 52,42 %, за Всеукраїнське об'єднання «Батьківщина» — 20,97 %, за Радикальну партію Олега Ляшка — 11,29 %[4]. В одномандатному окрузі найбільше голосів отримав Максим Гузенко (Слуга народу) — 36,07 %, за Анатолія Кобзаренка (самовисування) — 18,03 %, за Віктора Ладуху (Всеукраїнське об'єднання «Батьківщина») — 14,75 %[5].

## Населення

### Мова
Розподіл населення за рідною мовою за даними перепису 2001 року:
| Мова       | Кількість | Відсоток |
| ---------- | --------- | -------- |
| українська | 281       | 95.9 %   |
| російська  | 12        | 4.1 %    |
| Усього     | 293       | 100 %    |

## Соціальна сфера
- Школа I—II ст. — закрита приблизно з 2011 року.